# Koprin
Koprin je organická sloučenina, mykotoxin vyskytující se v hnojníku inkoustovém (Coprinopsis atramentaria) a dalších houbách rodu hnojník (Coprinopsis).

## Historie
Vzhledem k účinkům podobným disulfiramu se dlouho předpokládalo, že je právě disulfiram účinnou látkou hnojníku inkoustového. V roce 1956 bylo oznámeno, že byl z této houby izolován disulfiram, výsledky se ale nepodařilo zopakovat. V roce byl jako účinná látka určen koprin, přičemž mechanismus působení se podařilo objasnit roku 1979.

## Příznaky
K příznakům otravy koprinem patří zčervenání tváří, nevolnost, zvracení, malátnost, palpitace, brnění končetin, a v některých případech také bolesti hlavy a nadměrné slinění.
Příznaky se objevují 5 až 10 minut po požití alkoholu. Pokud není požit další alkohol, tak odezní do dvou až tří hodin, přičemž jejich závažnost závisí na množství přijatého alkoholu a mohou se objevit i 5 dnů po požití koprinu. Příznaky se nevyskytují po pozření syrové houby, pouze v případě vařené.
Příznaky otravy koprinem při konzumaci alkoholu jsou podobné jako u disulfiramu, používaného k léčbě alkoholismu. V důsledku toho tak bylo zkoumáno možné obdobné využití koprinu; bylo ale objeveno mutagenní a reprodukčně toxické působení koprinu, které jej činí nevhodným pro dlouhodobé užívání.

## Mechanismus účinku
Koprin se hydrolyzuje na kyselinu glutamovou a 1-aminocyklopropanol, který inhibuje enzym aldehyddehydrogenázu. 1-Aminocyklopropanol se rychle přeměňuje na cyklopropanonhydrát, který se kovalentně váže na thiolové skupiny enzymu, čímž brání působení dehydrogenázy. Tato inhibice vede po pozření ethanolu ke hromadění acetaldehydu. Toxicita acetaldehydu a znemožnění jeho metabolizování na kyselinu octovou vyvolávají příznaky otravy koprinem. Kovalentní vazba koprinu je vratná a příznaky tak odezní, pokud není přijímán další alkohol.
1-Aminocyklopropanol také deaktivuje esterázovou činnost aldehyddehydrogenázy, tento proces je ale méně významný.

## Příprava
Koprin je první objevenou přírodní látkou obsahující cyklopropanový kruh. Uměle jej lze připravit N-acylací 1-aminocyklopropanolu. Reakcí izokyanatocyklopropanu s kyselinou chlorovodíkovou vzniká hydrochlorid 1-aminocyklopropanolu, z něhož se po přidání hydroxidu sodného stane volný 1-aminocyklopropanol. Po smíchání hydrochloridu s anhydridem kyseliny N-ftaloyl-L-glutamové dojde k acylaci. V posledním kroku působením hydrazinu vznikne koprin. Enantiomer izokoprin vzniká při laboratorní přípravě v zanedbatelných množstvích, ale v průmyslové výrobě jsou jeho výtěžky větší.